# Jorge de Almeida
Jorge de Almeida (ur. 1531, zm. 20 marca 1585 w Torres Novas) – portugalski duchowny. Był kolejno archidiakonem Évory (do 1570), arcybiskupem Lizbony (od 14 listopada 1570) i generalnym inkwizytorem Portugalii (od 27 grudnia 1578).